# Thyreus caeruleopunctatus
Thyreus caeruleopunctatus là một loài Hymenoptera trong họ Apidae. Loài này được Blanchard mô tả khoa học năm 1840.

## Hình ảnh

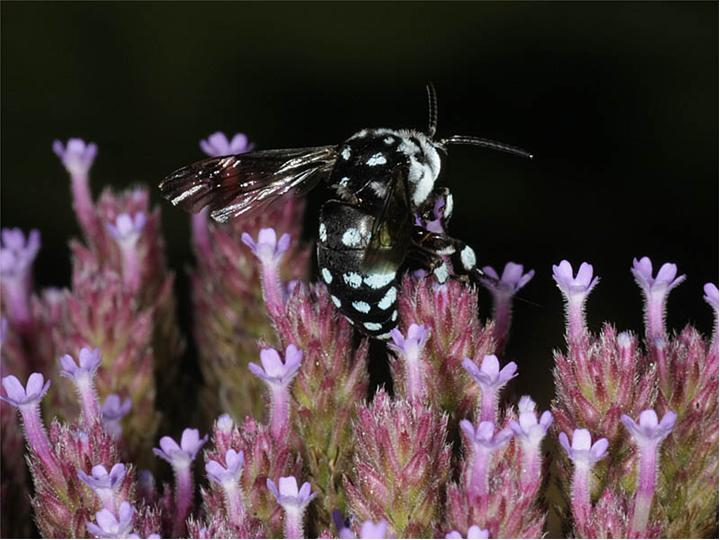
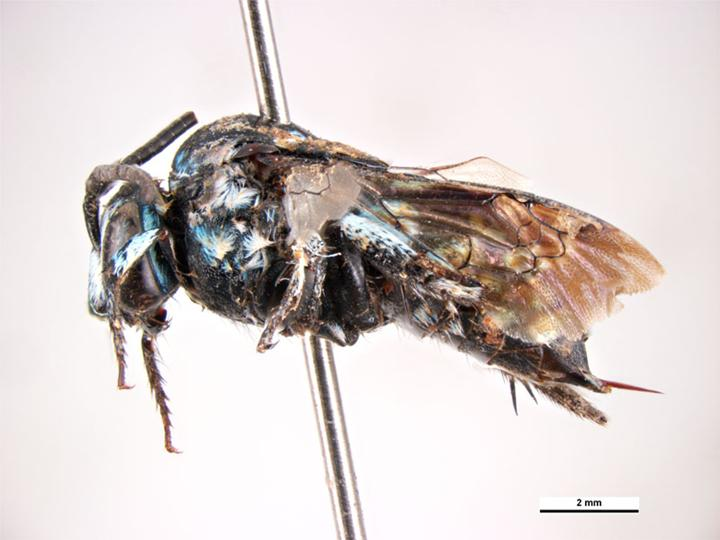
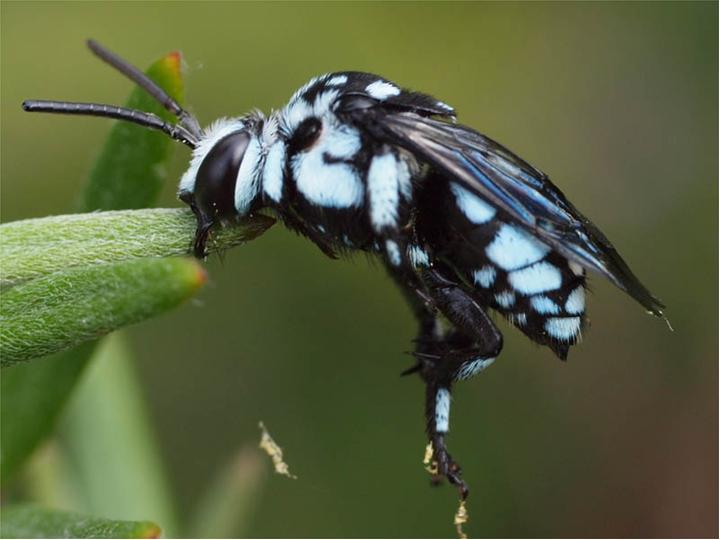